# Кузьмин, Александр Степанович (физик)
Александр Степанович Кузьмин — российский физик, специалист в области экспериментальной физики элементарных частиц доктор физико-математических наук, ведущий научный сотрудник Института ядерной физик им. Г. И. Будкера СО РАН.

## Биография
Родился в 1961 году в селе Венгерово Новосибирской области. Закончил Новосибирский государственный университет.

## Научная деятельность
Кандидатская диссертация: Изучение процесса е+е- → 3π в области энергий Ф-мезона с детектором КМД-2 : диссертация … кандидата физико-математических наук : 01.04.16. — Новосибирск, 1998. — 148 с. : ил.
Докторская диссертация: Исследование свойств орбитальных возбуждений очарованных мезонов в эксперименте Belle (2015, место защиты: Институт ядерной физики им. Г. И. Будкера).
Участник экспериментов ИЯФ с детекторами КМД-2 на электрон-позитронном коллайдере ВЭПП-2М, КМД-3 на ВЭПП-2000, КЕДР на ВЭПП-4М. Также участвовал в международных экспериментах на детекторах WASA на накопителе CELSIUS (Швеция), Belle на коллайдере KEKB, Belle-II на SuperKEKB (Япония).
Ведущий научный сотрудник ИЯФ СО РАН, заведующий лабораторией по изучению физики В- и D-мезонов НГУ. В настоящее время (2017) является координатором группы калориметра детектора Belle II и одним из разработчиков системы сбора данных для этой системы.

## Публикации
Автор и соавтор более 500 научных трудов, индекс Хирша по базе данных Scopus равен 84. На 22.01.2020 согласно Корпусу экспертов по естественным наукам индекс Хирша — 81
Наиболее цитируемые, в которых Кузьмин А. С. был одним из основных соавторов:
- A critical evaluation of force term in lattice Boltzmann method, natural convection problem. AA Mohamad, A. Kuzmin. International Journal of Heat and Mass Transfer 53 (5-6), 2010 г., 990—996.
- Optimal stability of advection-diffusion lattice Boltzmann models with two relaxation times for positive/negative equilibrium. I Ginzburg, D d’Humières, A Kuzmin. Journal of Statistical Physics 139 (6), 2010 г., 1090—1143.
- Amplitude analysis of e+ e−→ ϒ (n S) π+ π− at s= 10.866 GeV. A Garmash, A Bondar, A Kuzmin, A Abdesselam, I Adachi, H Aihara, … Physical Review D 91 (7), 2015 г. 072003.
- Study of B̄0→D0π+π- decays. A Kuzmin, K Abe, I Adachi, H Aihara, D Anipko, K Arinstein, V Aulchenko, … Physical Review D 76 (1), 2007 г., 012006
- The role of the kinetic parameter in the stability of two-relaxation-time advection-diffusion lattice Boltzmann schemes. A Kuzmin, I Ginzburg, AA Mohamad. Computers & Mathematics with Applications 61 (12), 3417-3442. 2011 г.
- CMD-2 barrel calorimeter. VM Aulchenko, BO Baibusinov, AE Bondar, AS Kuzmin, LA Leontiev, … Nuclear Instruments and Methods in Physics Research Section A: Accelerators. 1993.
- Glow discharge cleaning of carbon fiber composite and stainless steel. A Airapetov, L Begrambekov, S Brémond, D Douai, A Kuzmin, … Journal of Nuclear Materials 415 (1), S1042-S1045. 2011 г.
- Study of B±→ K±(KSKπ) 0 decay and determination of ηc and ηc (2S) parameters. A Vinokurova, A Kuzmin, S Eidelman, K Arinstein, V Aulchenko, T Aushev, … Physics Letters B 706 (2-3), 139—149. 2011 г.
- Multi-relaxation time lattice Boltzmann model for multiphase flows. A Kuzmin, AA Mohamad, S Succi. International Journal of Modern Physics C 19 (06), 875—902. 2008 г.[4]